# Pierre Lepage
Pour les articles homonymes, voir Lepage.
Pierre Lepage, né le 5 avril 1909 à Orbigny (Indre-et-Loire) et mort le 23 septembre 1974 à Toronto (Canada), est un homme politique français.

## Biographie
Fils d'un coiffeur, Pierre Lepage finance ses études de comptabilité en travaillant dans une usine, avant de trouver un emploi comme comptable à Joué-lès-Tours.
C'est dans le syndicalisme qu'il s'engage d'abord, militant au sein de la CFTC.
Mobilisé dans les services de santé pendant la Seconde Guerre mondiale, il est fait prisonnier et reste un an détenu en Allemagne.
Adhérent au Mouvement Républicain Populaire à sa création, il est élu avec cette étiquette conseiller municipal de Tours en 1947. En 1956, il entre au conseil général d'Indre-et-Loire, en étant élu dans le canton de Tours-Sud.
En 1959, soutenant pleinement le retour de Charles de Gaulle au pouvoir, il quitte le MRP pour rejoindre le parti gaulliste UNR. En 1961, c'est sous cette étiquette qu'il est réélu conseiller général, mais dans le canton de Tours-Nord cette fois.
Il est nommé la même année membre du Conseil économique et social.
En 1962, le député sortant Louis Jouhanneau, âgé, décide de ne pas se représenter. Pierre Lepage est candidat dans la deuxième circonscription avec le soutien de l'UNR-UDT, et une ligne politique qui se résume au soutien total au Président de la République.
Il est facilement élu au second tour, avec 50 % des voix dans une triangulaire.
A l'Assemblée, il s'intéresse essentiellement aux questions de santé publique et de sécurité sociale, dont il préside d'ailleurs la caisse départementale, sans s'y limiter. Il alerte notamment sur la crise du logement, ou sur la situation des greffiers de tribunaux.
En 1963, il est nommé au conseil supérieur de la mutualité et au conseil supérieur du service social.
Lors des élections législatives de 1967, il est réélu au second tour avec 52,5 % des voix.
Pendant ce court mandat, il présente un rapport qui propose de faire entrer des représentants des mutuelles dans les conseils des caisses d'assurance maladie.
Cette même année, réélu dans le canton de Tours-Nord, il est élu vice-président du Conseil général.
En 1968, porté par la vague conservatrice qui suit les événements de mai, il est réélu député avec un  résultat très confortable : 58 % des voix au second tour.
Il suit toujours les questions sociales, et s'intéresse aussi à la gestion des offices publics d'HLM, ou la simplification du fonctionnement des tribunaux prud'homaux.
En 1973, il décide de se représenter aux législatives, contre l'avis de la direction départementale de l'UDR, mais avec celui de la direction nationale, ce qui provoque une crise au sein du mouvement gaulliste local. Il n'est élu, au second tour, qu'avec une avance infime (22 voix, finalement réduite à 14 voix après recours) contre le candidat socialiste Pierre Lelong.
Pendant cette législature, il est notamment rapporteur de la loi assimilant les personnels des maisons de retraites et des DDASS sur le statut des personnels hospitaliers.
En 1972, il coordonne les commémorations du tricentenaire de Marie de l'Incarnation, religieuse française envoyée au Canada, ce qui témoigne de son double engagement, d'une part dans l'amitié franco-canadienne (il président d'ailleurs l'association France-Canada à partir de 1973) et dans le catholicisme. Le pape Paul VI le décore d'ailleurs de l'ordre de Grégoire-le-Grand.
En 1973, il quitte le conseil général, en décidant de ne pas se représenter aux élections cantonales.
L'année suivante, il se démarque en soutenant Chaban-Delmas, alors que la plupart des autres notables de la droite locale soutiennent Giscard ou, par tropisme local, la candidature de Jean Royer.
Il meurt brutalement, quelques mois après la présidentielle, lors d'un voyage à Toronto au titre de l'association France-Canada.
Son suppléant, Jean Delaneau, lui succède à l'assemblée nationale.

## Détail des fonctions et des mandats
Mandats parlementaires
- 25 novembre 1962 - 2 avril 1967 : Député de la 2e circonscription d'Indre-et-Loire
- 12 mars 1967 - 30 mai 1968 : Député de la 2e circonscription d'Indre-et-Loire
- 30 juin 1968 - 1er avril 1973 : Député de la 2e circonscription d'Indre-et-Loire
- 11 mars 1973 - 23 septembre 1974 : Député de la 2e circonscription d'Indre-et-Loire